# バリサイト
バリサイト（バリシア石、バリッシャー石、英語:variscite）は、水和リン酸アルミニウム鉱物(AlPO4・2H2O)である。比較的珍しいリン酸塩鉱物である。トルコ石と混同されることがあるが、バリッシャー石の方がより強い緑色である。緑色は、少量の3価クロム(Cr3+)が存在するのが原因である。

## 地質
バリッシャー石は、地表付近の環境で、アルミニウムの豊富な岩石と反応したリンを含む水が、直接堆積して形成される二次鉱物である。団塊、空洞充填、地殻等に微粒状の塊として見られる。しばしばクランダル石の白い鉱物脈を含む。
1837年にアウグスト・ブライトハウプトにより初めてザクセン州フォークトラント郡プラウエンから記載され、発見地が属するドイツの歴史的地域フォークトラントの旧名であるヴァリスシア（Variscia）に因んで名付けられた。かつて、バリッシャー石は、ユタライト(Utahlite)と呼ばれていた。当時、トルコ石(turquoise)かバリッシャー石か判別のつかない素材は、"variquoise"として販売されていた。バリッシャー石に典型的に見られる色彩の範囲が評価され、近年では人気の宝石となっている。
ネバダ州産出のバリサイトは、マトリックス中に黒い雲の素状の模様を含み、しばしばトルコ石と混同される。ここ数十年で、ネバダ州から産出したバリサイトの大部分は、ランダー郡及びエスメラルダ郡、特にカンデラリア丘陵に所在する鉱山由来のものである。
著名な産地として、ユタ州のルーシン、スノーヴィル、フェアフィールドがある。最近ではワイオミング州でも見つかっている。ドイツ、オーストラリア、ポーランド、スペイン、ブラジルでも産出する。

## 宝石
半貴石として使用されることもあり、その美しく強烈な緑色のため、彫刻や装飾用に人気がある。またトルコ石の代わりに銀細工でも一般的に使用されている。トルコ石と比べてより希少であるが、入手が難しく一般的にはあまり知られていないため、価格はより安価になる傾向がある。

## ギャラリー

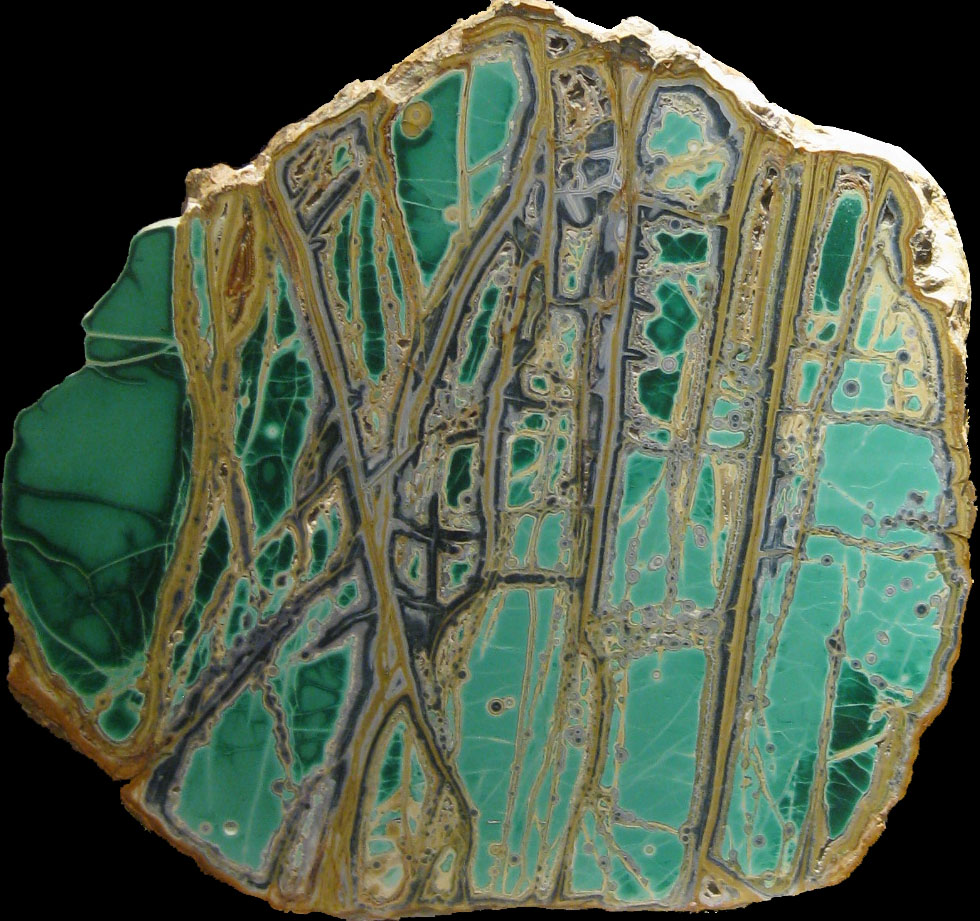
スミソニアン博物館所蔵のスラブ。幅は約0.5m
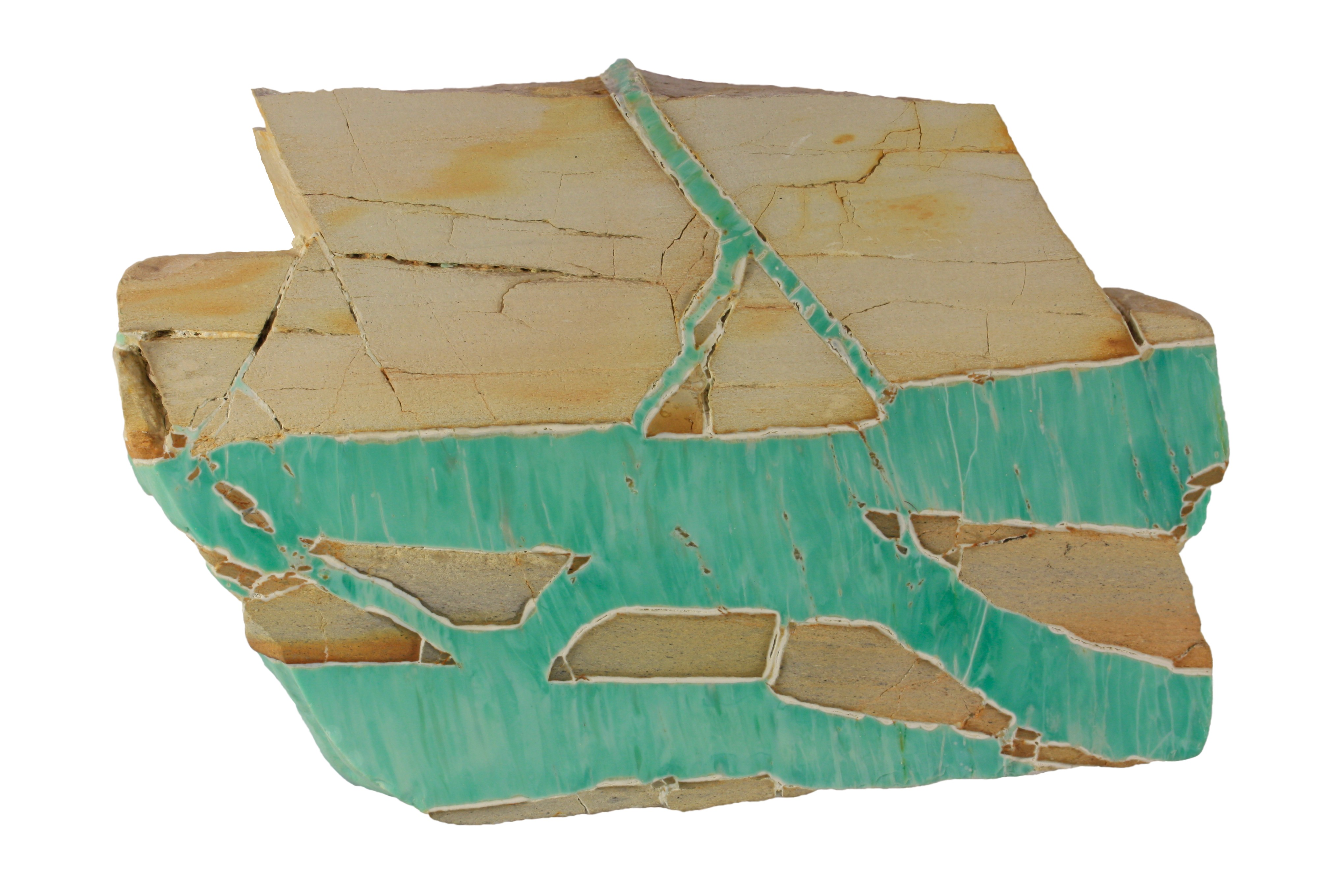
シルト岩のクラックを埋めているバリサイト。オーストラリアのクイーンズランド州産出。幅は約11cm
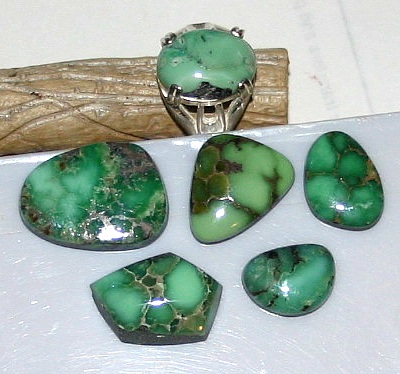
ネバダ州産出のバリサイトを研磨したもの
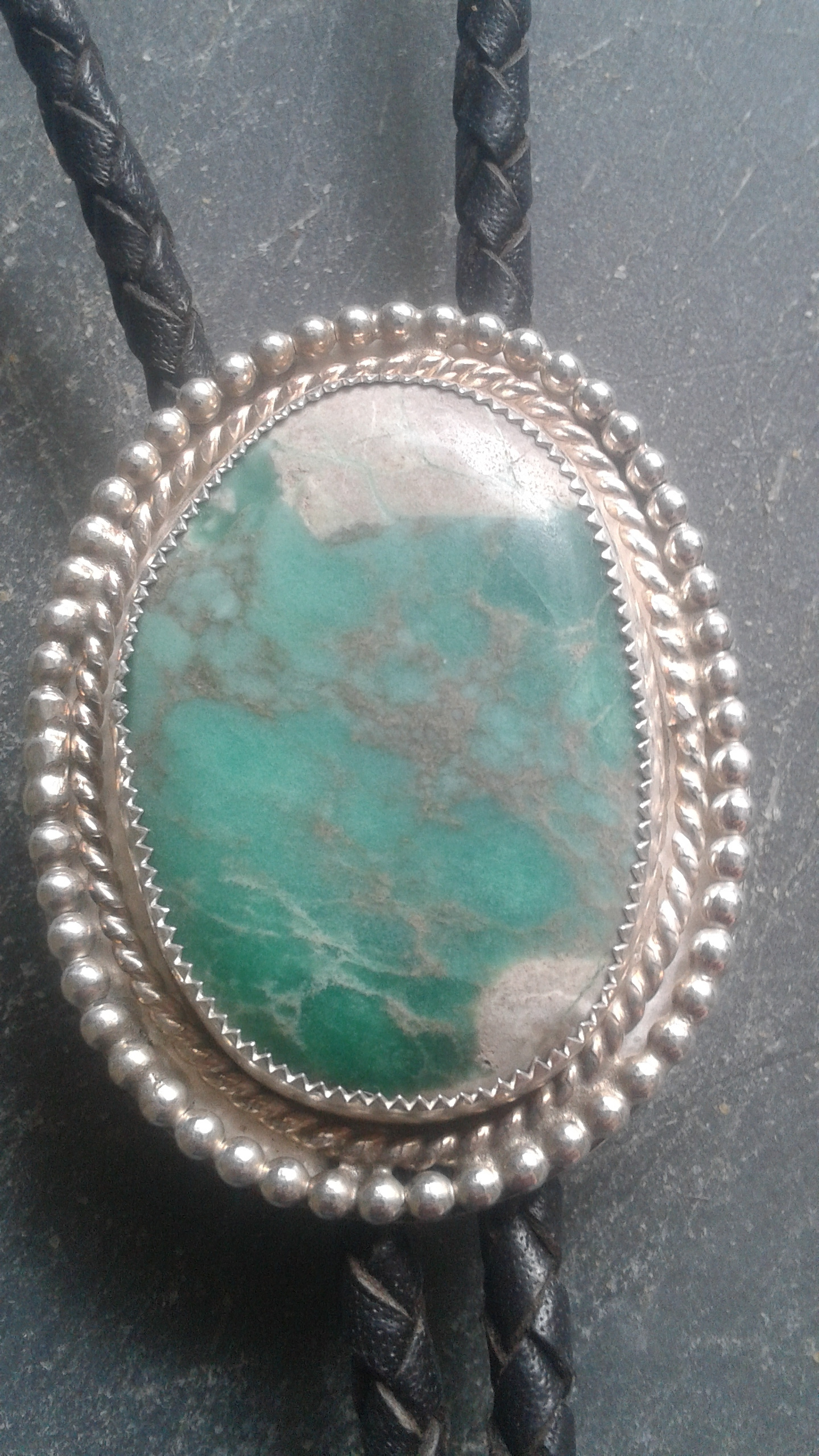
銀のポーラー・タイに使用したもの。ユタ州フェアフィールド近郊のクレイキャニオン産出で、インクルージョンとして白色のクランダル石を含んでいる